# Porzuna
Porzuna – gmina w Hiszpanii, w prowincji Ciudad Real, w Kastylii-La Mancha, o powierzchni 211,9 km². W 2011 roku gmina liczyła 4091 mieszkańców.